# دحمان دفنون
دحمان دفنون لاعب كرة قدم جزائري ولد في 8 مايو 1936 بسانت اوجين (Saint-Eugène) مدينة الجزائر.

## المسيرة الكروية
بدايته كانت مع نادي اولمبيك آلس (Olympique Alès)، وترقى للعب مع الكبار في عام 1956. كان النادي ينشط في البطولة الفرنسية الدرجة الثانية، ولكنه صعد في الموسم التالي إلى الدرجة الأولى. خلال هذا الموسم، فرض دفنون نفسه كلاعب رسمي في دفاع فريقه، وكذا في الموسم التالي، فشارك في عام 1958 في خمس وثلاثين مباراة مع اولمبيك آلس.. إلا أن الفريق نزل من جديد لدوري الدرجة الثانية.
في عام 1959، لعب مباراة واحدة فقط مع أولمبيك آلس، وتم تحويله إلى Angers SCO في دوري الدرجة الأولى حيث أنهى الموسم وقد سجل هدفين. قبل أن يطير إلى تونس في عام 1960 وينضم إلى فريق جبهة التحرير الوطني لكرة القدم ليساهم رفقة زملائه اللاعبين الجزائريين في الكفاح من أجل استقلال الجزائر عن الاحتلال الفرنسي.
بعد استقلال الجزائر في عام 1962، عاد إلى نادي انجيه في النادي في الدوري الفرنسي الدرجة الأولى، ولعب 50 مباراة في موسمين. في عام 1964 عاد إلى الجزائر ووقع مع نادي نصر حسين داي الجزائري.
في عام 1963، تم اختياره في منتخب الجزائر ضد تشيكوسلوفاكيا. ارتدى القميص الجزائري من عشر مرات وشارك 18 يونيو 1965 في وهران ضد منتخب البرازيل (0-3) اللقاء الذي شهد حضور نجوم البرازيل كبيليه. وكان مباراته الدولية الأخيرة ضد النادي الروماني دينامو بوخارست في عام 1966.
كعضو في فريق جبهة التحرير الوطني، منح دحمان دفنون وسام الاستحقاق لكرة القدم الوطنية الجزائرية...

## بعض الاحصائيات
| النادي         | الموسم                              | الدوري    | الدوري  | الكأس     | الكأس   | المجموع   | المجموع |
| النادي         | الموسم                              | المباريات | الأهداف | المباريات | الأهداف | المباريات | الأهداف |
| -------------- | ----------------------------------- | --------- | ------- | --------- | ------- | --------- | ------- |
| Olympique Alès | البطولة الفرنسية الدرجة 2 1956-1957 | 4         | 0       | 1         | 0       | 5         | 0       |
| Olympique Alès | البطولة الفرنسية الدرجة 1 1957-1958 | 13        | 1       | 1         | 0       | 14        | 1       |
| Olympique Alès | البطولة الفرنسية الدرجة 1 1958-1959 | 35        | 1       | 2         | 0       | 37        | 1       |
| Olympique Alès | البطولة الفرنسية الدرجة 2 1959-1960 | 1         | 0       | 0         | 0       | 1         | 0       |
| مجموع جزئي     | 1956-1959                           | 53        | 2       | 4         | 0       | 57        | 2       |
| نادي أنجيه     | البطولة الفرنسية الدرجة 1 1959-1960 | 33        | 2       | 5         | 0       | 38        | 2       |
| نادي أنجيه     | البطولة الفرنسية الدرجة 1 1962-1963 | 32        | 0       | 5         | 0       | 37        | 0       |
| نادي أنجيه     | البطولة الفرنسية الدرجة 1 1963-1964 | 28        | 0       | 5         | 0       | 33        | 0       |
| مجموع جزئي     | 1959-1964                           | 93        | 2       | 15        | 0       | 108       | 2       |
| المجموع الكلي  | المجموع الكلي                       | 146       | 4       | 19        | 0       | 165       | 4       |

## النجاحات
- بطل الدوري الفرنسي الدرجة 2 لموسم 1956-1957.

## روابط خارجية
- دحمان دفنون على موقع قاعدة بيانات كرة القدم.إي يو (الإنجليزية)